# Francesca Korwin-Krasińska
Francesca von Corvin-Krasińska o Franciszka Korwin-Krasińska (Maleszowa, 1742 – Dresda, 30 aprile 1796) è stata una nobildonna polacca che divenne duchessa di Curlandia e Semigallia in seguito al matrimonio con il principe Carlo, figlio di Augusto III di Polonia.

## Biografia

### Giovinezza

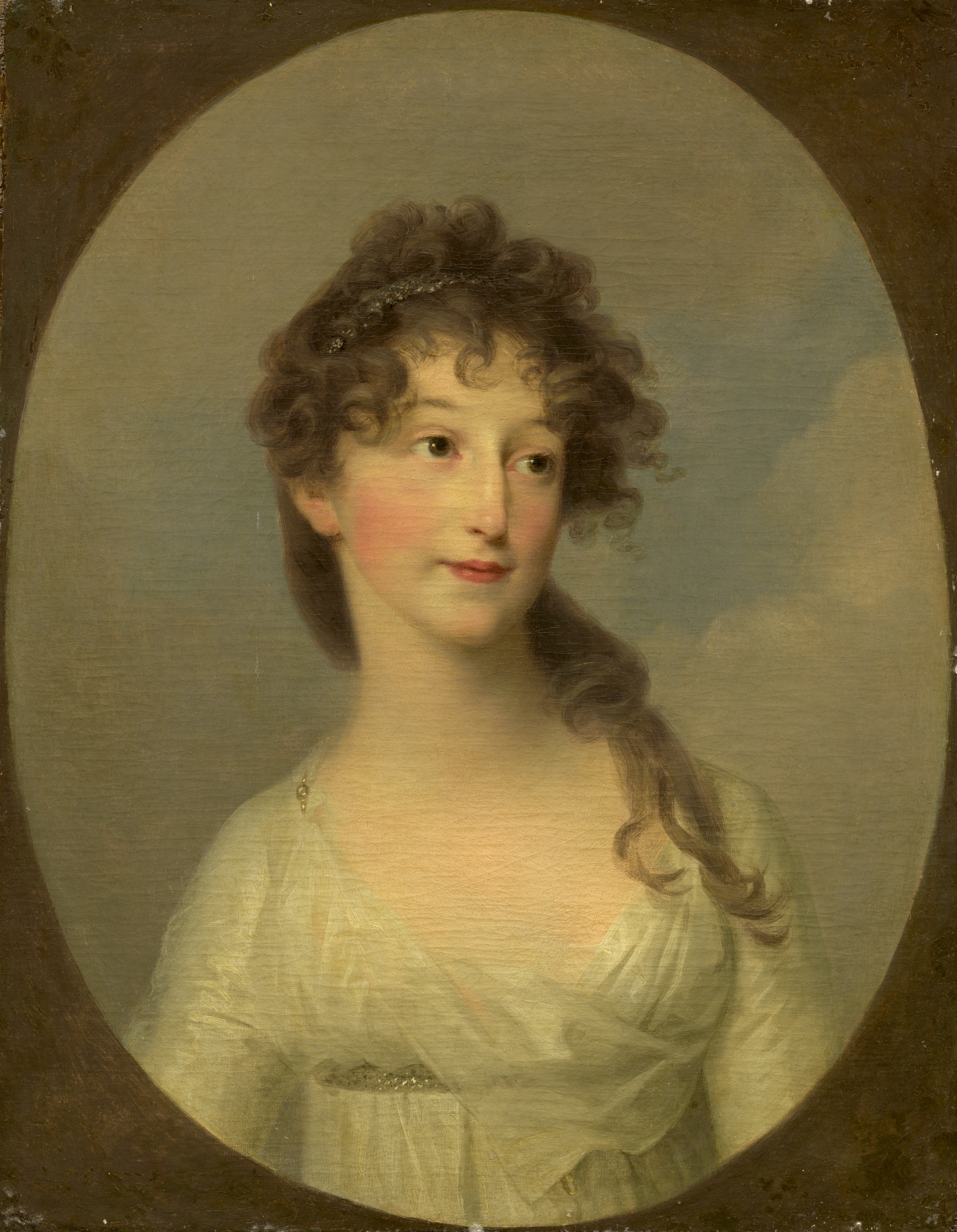
Franciska Krasinska ritratta in giovane età da Angelica Kauffmann

Francesca era figlia del conte polacco Stanislao Korwin-Krasiński (1717-1762) e della sua consorte, Angela Humiecka. Pochi giorni dopo la nascita, avvenuta nel Castello di Maleszowa, si trasferì con la famiglia a Varsavia, dove conoscerà il suo futuro marito: il principe Carlo di Sassonia. Quest'ultimo, figlio minore del re Augusto III di Polonia, era l'erede dell'Elettorato di Sassonia.

### Matrimonio

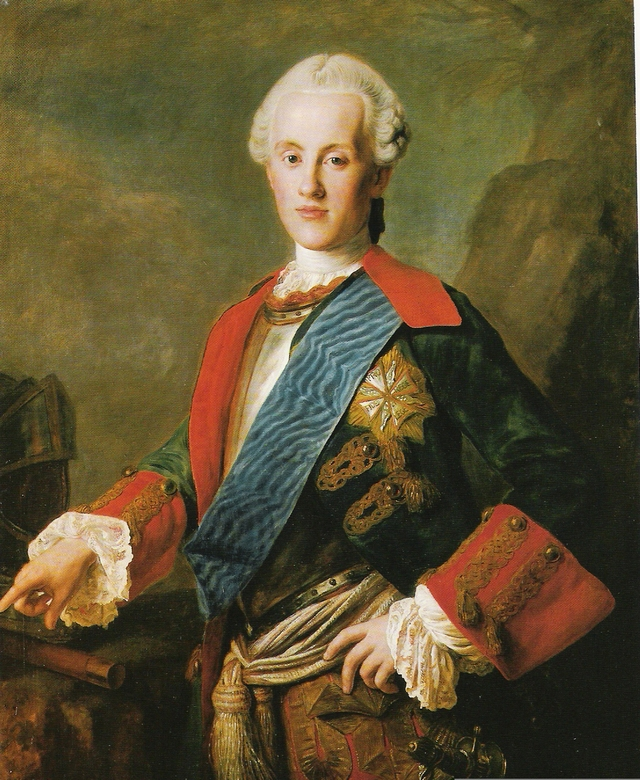
Carlo di Sassonia, duca di Curlandia, ritratto da Pietro Rotari nel 1755

Anche se Francesca apparteneva a una famiglia nobile, non poteva unirsi in matrimonio con un Principe di sangue reale, quindi, Carlo di Sassonia la sposò in segreto. Nonostante tutto, però, la corte reale di Sassonia riconobbe il matrimonio legittimo e l'imperatore Giuseppe II conferì a Francesca il titolo di Principessa. 

### Morte

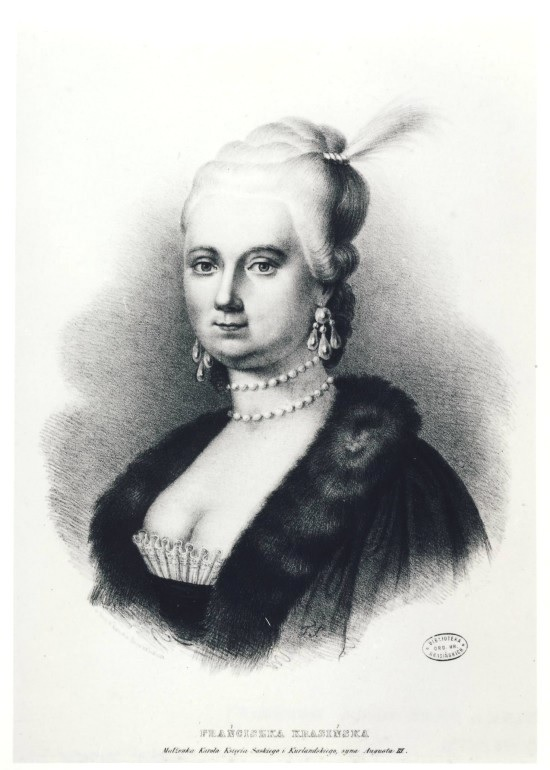
La duchessa Francesca di Curlandia in una stampa d'epoca

Francesca morì di cancro al seno il 30 aprile 1796 a Dresda.

## Discendenza

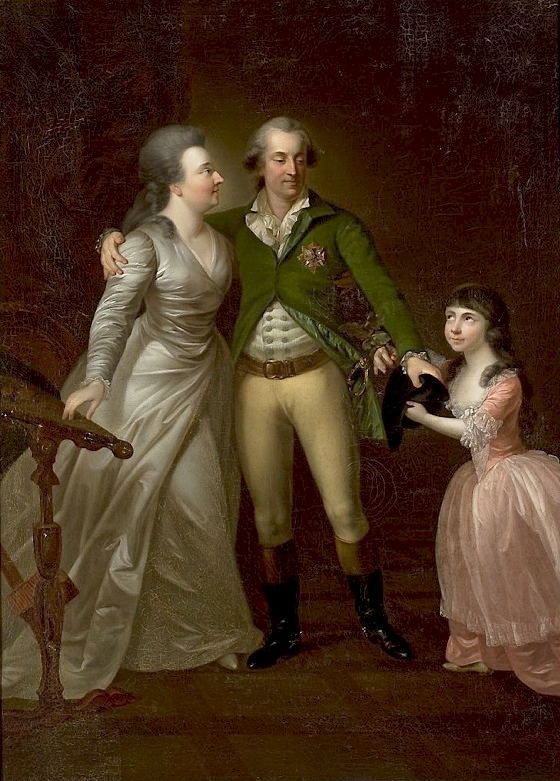
Il principe Carlo di Sassonia ritratto con la moglie Franciszka Korwin-Krasińska e la figlia Maria Cristina da Jan Nepomucen Bizański nel 1856, Museo nazionale di Varsavia

La contessa Francesca e il principe Carlo di Sassonia ebbero solo una figlia: 
- Maria Cristina di Sassonia (7 dicembre 1770 – 24 novembre 1851), sposatasi con Carlo Emanuele di Savoia-Carignano. Dal matrimonio nacque Carlo Alberto di Savoia-Carignano, re di Sardegna. Da lei discendono quindi i Savoia-Carignano che hanno regnato sull'Italia dal 1861 al 1946 e i rami dei Savoia-Genova e dei Savoia-Aosta.